# فرانکفورت راین-ماین
فرانکفورت راین-ماین (به آلمانی: Rhein-Main-Gebiet) یک منطقهٔ شهری در آلمان است که در هسن واقع شده‌است. فرانکفورت راین-ماین ۵٬۸۲۱٬۵۲۳ نفر جمعیت دارد.